# Денисов, Николай Александрович (генерал-майор)
Никола́й Алекса́ндрович Дени́сов (1891, Клеванцовская волость, Кинешемский уезд, Костромская губерния — 1927, Семипалатинск) — русский военачальник, генерал-майор. Участник Гражданской войны на стороне Белого движения в Сибири.

## Биография
Происходил из мещан Костромской губернии.

### Образование
Выпускник Петербургского Владимирского училища. Закончил ускоренные курсы Академии Генерального штаба.

### Военная карьера
В Первую мировую войну служил в 325-м пехотном Царевском полку, поручик.
С ноября 1919 года служил начальником штаба черного атамана Б. В. Анненкова, Отдельной Семиреченской армии. Генерал-майор (1919 или 1920).

### За границей
Начальник штаба отряда, отказавшегося 29 февраля 1920 года принять ультиматум командования Красной армии и сложить оружие, и ушедшего весной 1920 года в Китай.
Добился освобождения арестованного китайскими властями и посаженного в тюрьму г. Урумчи своего начальника — черного атамана Б. В. Анненкова.

### Смерть
Командующий 1-й Китайской народной армией маршал Фэн Юйсян взял под контроль Денисова вместе с Б. B. Анненковым и (за крупное денежное вознаграждение) тайно передал их советской стороне.
24 августа 1927 года расстрелян вместе с Анненковым в Семипалатинске.
7 сентября 1999 года Военная коллегия Верховного Суда РФ отказала в реабилитации Б. В. Анненкова и Н. А. Денисова.

## Награды
- Награждён орденом Св. Георгия 4-й степени (25 июня 1916).
- Также награждён другими орденами Российской империи.